# MoneyWiz
MoneyWiz是一款资金管理和个人理财流動應用程式，可在Microsoft Windows 、 Google Android、IOS和MacOS 上运行。 MoneyWiz 由 SilverWiz 开发 。 SilverWiz於2010年成立。 